# Port lotniczy Siena-Ampugnano
Port lotniczy Siena-Ampugnano (IATA: SAY, ICAO: LIQS) – port lotniczy położony 15 km na południowy zachód od Sieny, w regionie Toskania, we Włoszech.
Port lotniczy został otwarty w 1932 roku jako lotnisko wojskowe. Nie obsługuje lotów komercyjnych.

## Historia
Port lotniczy był siedzibą szkoły lotniczej z szkolno-treningowymi samolotami Caproni Ca.100.
W 1943 roku port lotniczy stał się bazą 103. Grupy Myśliwsko-Bombardującej, należącej do jednostki 51. Stormo, która korzystała z bombowców nurkujących Junkers Ju 87.

## Linie lotnicze i połączenia
Port lotniczy obsługuje głównie loty czarterowe, tj. loty związane z biznesem oraz działalnością bankową.
W 2011 roku z usług portu lotniczego skorzystało 4861 pasażerów, odbyło się 3147 operacji. Ruchu cargo nie odnotowano. Od 2014 roku port lotniczy nie obsługuje rejsowych połączeń lotniczych.

## Dane techniczne
Port lotniczy posiada jedną drogę startową w kierunku 18/36, o długości 1393 m oraz szerokości 30 m. Jest położony na wysokości 193 m n.p.m. Nie posiada radiowego systemu nawigacyjnego ILS.